# Fontanelle (Nebraska)
Pour les articles homonymes, voir Fontanelle (homonymie).
Fontanelle est une census-designated place située dans les comtés de Dodge et Washington, dans l’État du Nebraska, aux États-Unis.
La localité a été nommée en hommage à Logan Fontenelle. C’est l’ancien siège du comté de Dodge. À noter que le « a » du nom de la localité est une erreur qui n’a jamais été rectifiée.

## Source
- (en) Cet article est partiellement ou en totalité issu de l’article de Wikipédia en anglais intitulé « Fontanelle, Nebraska » (voir la liste des auteurs).